# Mariage homosexuel à Taïwan

Mariage homosexuel reconnu
Mariage homosexuel conclu à l’étranger reconnu
Mariage homosexuel non reconnu
Activité homosexuelle licite, mais liberté d’expression restreinte
Activité homosexuelle illégale (non appliqué)
Activité homosexuelle illégale (délit)
Activité homosexuelle illégale (prison à vie)
Activité homosexuelle illégale (peine de mort)

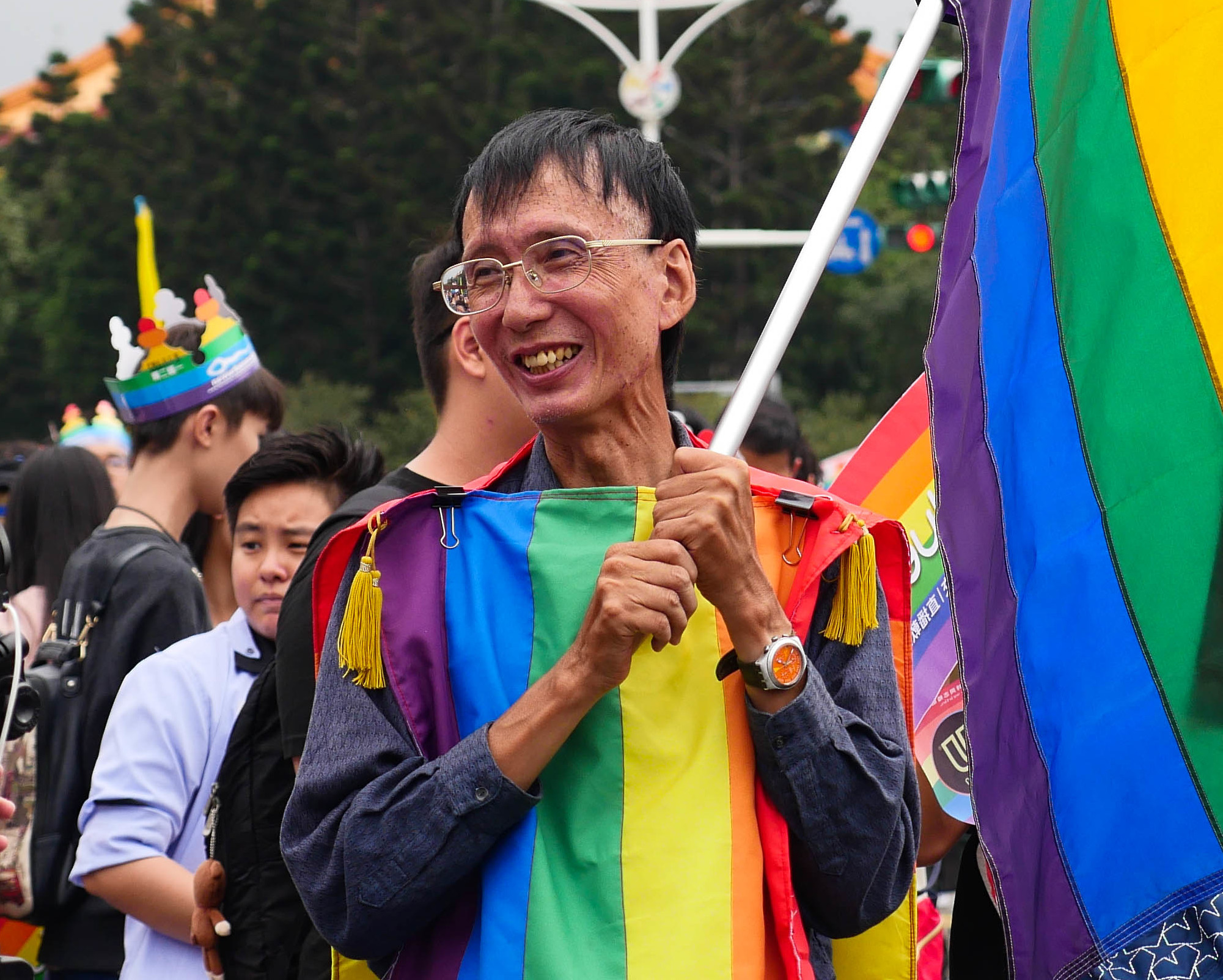
, militant des droits LGBT de longue date.

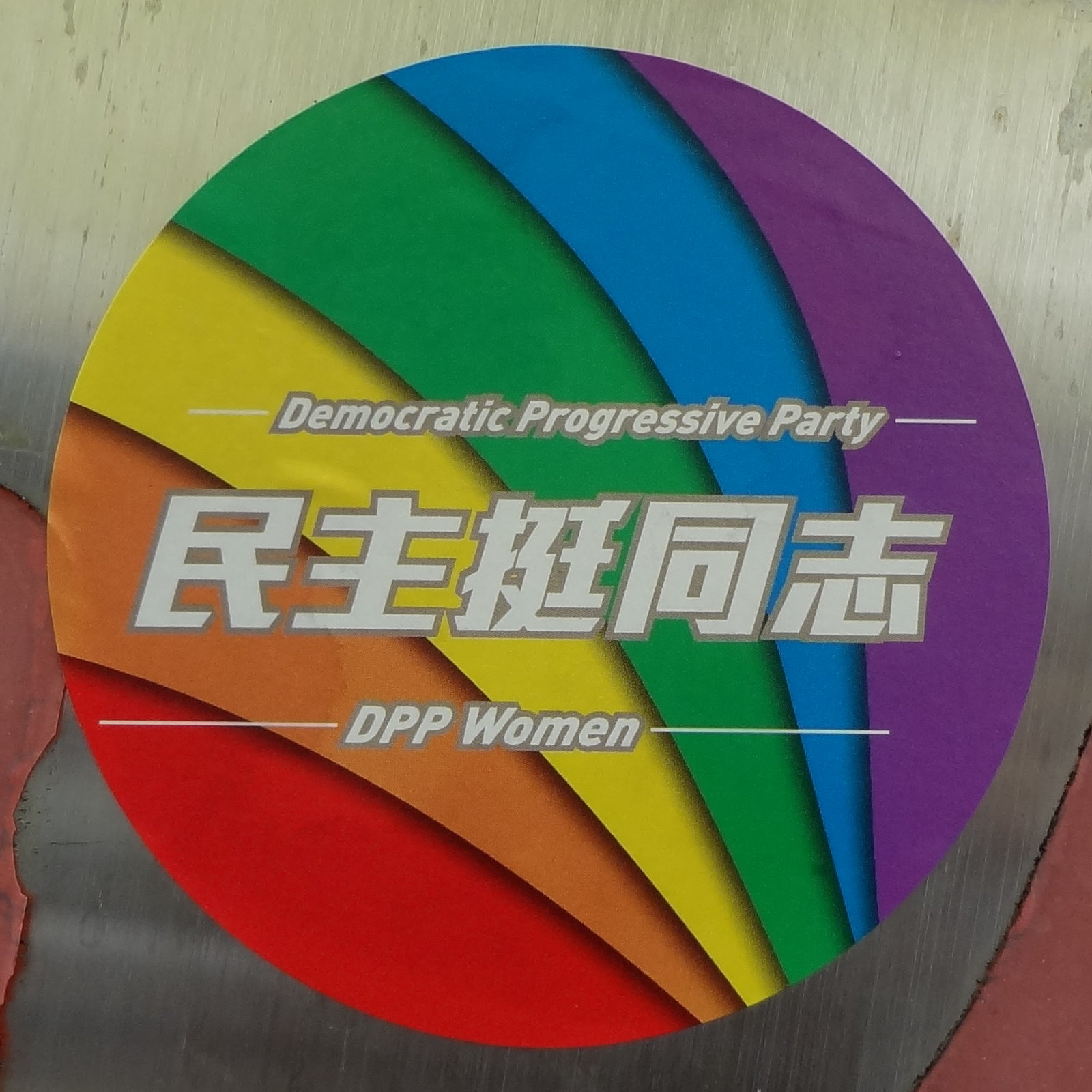
Autocollant arc-en-ciel du Parti démocrate progressiste au sujet « Camarade Démocratie », réalisé en réponse à la 14e parade gay de Taïwan du 29 octobre 2016.

Les mariages homosexuels sont légalement autorisés à Taïwan depuis le 24 mai 2019, à la suite d'une décision de la Cour suprême ayant mené à un vote en ce sens au parlement. 
Taïwan est le premier pays d'Asie et jusqu'en 2023 le seul pays du continent à avoir légalisé ces unions.

## Historique
En octobre 2016, plusieurs parlementaires taïwanais introduisent un projet de loi portant sur les droits humains ayant pour effet la légalisation des mariages des conjoints de même sexe. La présidente du pays, Tsai Ing-wen, est en faveur du projet.
Le 24 mai 2017, la Cour suprême (en) taïwanaise, dite Yuan judiciaire, juge contraire à la constitution l'impossibilité pour les couples de même sexe de se doter d'une protection légale de même nature que les couples hétérosexuels, et donne deux ans au Yuan législatif pour légiférer l'extension des droits de ces derniers aux couples homosexuels. Passé ce délai, soit le 24 mai 2019, et en l'absence de nouvelle législation, la légalisation sera de facto effective,.
La décision de la cour n'explicitant pas la nature de la protection légale qu'elle impose au gouvernement de fournir aux couples homosexuels, une union civile dotée des mêmes droits que le mariage serait de nature à s'y conformer sans qu'il soit nécessaire de légaliser le mariage homosexuel dans le pays,,.
Le 24 novembre 2018, la question du mariage pour les couples de même sexe fait l'objet de plusieurs projets de loi d'origine populaire soumis à référendum. La population approuve la création d'une union civile ouverte aux homosexuels, mais rejette l'extension à ces couples du mariage tel que défini dans le code civil. Bien que la légalisation des mariages entre personnes de même sexe soit rejeté à 67 % des votes valides, ce résultat n'empêche pas l'application de la décision de la Cour constitutionnelle. 
En réaction, le gouvernement soumet le 21 février 2019 un projet de loi instaurant un nouveau statut pour les couples homosexuels, sans modification du code civil. Le projet de loi conférerait aux couples de même sexe la quasi-totalité des droits dont disposent les couples de sexe différent, notamment en matière d'héritage et de droits médicaux. Ils ne pourraient cependant pas adopter d'enfants n'ayant pas déjà un lien de parenté avec l'un ou l'autre parent. Le 17 mai, avant la fin du délai fixé par la Cour suprême, le Parlement taïwanais vote le projet de loi le plus favorable au mariage homosexuel parmi les trois proposés,. La loi est signée par le président le 22 et entre en vigueur le 24, faisant de Taïwan le premier pays asiatique à ouvrir le mariage aux couples de même sexe. Les premiers mariages commencent aussitôt à être célébrés, 300 couples célébrant leurs unions le jour même, dont la moitié dans la capitale,.
La légalisation de l'adoption homoparentale d'enfants n'étant pas liés à l'un ou l'autre des parents intervient en 2023.

## Enregistrement des couples de même sexe dans les municipalités et les comtés

Carte des subdivisions taïwanaises qui avaient ouvert l'enregistrement des couples de même sexe avant le 24 mai 2019.
Enregistrement ouvert aux couples de même sexe
Pas d'enregistrement

Avant la légalisation de la loi, 18 villes et comtés taiwanaises ont appliqué l'enregistrement des couples de même sexe. Aujourd'hui, cet enregistrement fonctionne toujours pour celui qui est en couple avec une personne d'un pays qui ne reconnaît pas le mariage homosexuel vu que Taïwan admet seulement le mariage avec une personne d'un pays qui reconnaît le mariage homosexuel dans sa loi.
Jusqu'au 3 juillet 2017, les couples de même sexe peuvent légalement faire reconnaître leurs relations, grâce à des « enregistrements de partenariat » spéciaux dans 18 des villes et comtés de Taïwan qui représentent 94% de la population du pays. Cependant, les droits accordés dans ces partenariats sont très limités; il existe jusqu'à 498 droits exclusifs liés au mariage, notamment les droits de propriété, la protection sociale et les soins médicaux.
Le comté de Hualien, le comté de Penghu, le comté de Taitung et le comté de Yunlin n'ont alors pas encore ouvert d'enregistrement pour les couples de même sexe. En septembre 2017, des militants manifestent dans les comtés de Hualien et Taitung pour l'ouverture de services d'enregistrement pour les couples de même sexe.

### Résumé des programmes d'enregistrement des villes
Les gouvernements locaux suivants ont appliqué des programmes d'enregistrement aux couples de même sexe :
| Ville               | Population                             | Date d'application |
| ------------------- | -------------------------------------- | ------------------ |
| Kaohsiung           | 2,778,729                              | 20 mai 2015        |
| Taipei              | 2,704,974                              | 17 juin 2015       |
| Taichung            | 2,746,112                              | 1er octobre 2015   |
| Tainan              | 1,885,550                              | 1er février 2016   |
| Nouveau Taipei      | 3,971,250                              | 1er février 2016   |
| Chiayi              | 270,273                                | 1er mars 2016      |
| Taoyuan             | 2,108,786                              | 14 mars 2016       |
| Comté de Changhua   | 1,289,295                              | 1er avril 2016     |
| Comté de Hsinchu    | 542,513                                | 1er avril 2016     |
| Comté de Yilan      | 458,037                                | 20 mai 2016        |
| Comté de Chiayi     | 519,482                                | 20 octobre 2016    |
| Comté de Nantou     | 514,315                                | 26 juin 2017       |
| Comté de Pingtung   | 839,001                                | 29 juin 2017       |
| Hsinchu             | 434,674                                | 3 juillet 2017     |
| Keelung             | 371,878                                | 3 juillet 2017     |
| Comté de Kinmen     | 127,723                                | 3 juillet 2017     |
| Comté de Lienchiang | 12,506                                 | 3 juillet 2017     |
| Comté de Miaoli     | 567,132                                | 3 juillet 2017     |
| Total               | 22,142,230 (94% de population du pays) | NC                 |